# Tachigali polyphylla
Tachigali polyphylla är en ärtväxtart som beskrevs av Eduard Friedrich Poeppig. Tachigali polyphylla ingår i släktet Tachigali och familjen ärtväxter. Inga underarter finns listade i Catalogue of Life.